# St. Marys (Pennsylvania)
St. Marys è una città degli Stati Uniti appartenente alla Contea di Elk nello Stato della Pennsylvania.
St. Marys è stata fondata nel dicembre 1842 da coloni tedeschi cattolici della Baviera. Tra il 1843 e il 1848 fu fondata da Matthias Benzinger (1800-1856?) un'altra colonia, detta Benzinger.
Dal 1849 su iniziativa del governo belga Charles Rogier acquisita in Pennsylavania circa 4.000 ettari, pari al oltre 200.000 franchi, per far emigrare gli agricoltori impoveriti dalle Fiandre occidentali . Vennero promessi di ogni famiglia 25 acri (10 ettari), un contratto finanziato dal governo belga di trasporto da Anversa a St. Marys per un futuro migliore negli Stati Uniti.
I primi 60 coloni fiamminghi con il professor Victor De Ham (1805-1879) nel luglio 1850 fondarono Leopoldsburg a otto chilometri a nord da St. Marys. Poi vennero fondate le colonie di New Fiandre e New Bruxelles. Quattro chilometri a sud c'era anche la Kersey colonia di irlandesi. Cinque anni dopo, altri 80.000 ettari sono stati acquisiti e aumentato la popolazione degli insediamenti già a 3.000 abitanti. Le colonie belghe, tuttavia, vennero rovinata finanziariamente dalla speculazione edilizia .
Nel 1991, gli abitanti di St. Marys e Benzinger fusero le loro città.

## Geografia fisica
Secondo lo U.S. Census Bureau, Ridgway ha una superficie totale di 257,7 km² e 0,52 km (0,16%) di acqua. St. Marys sorge ad una quota di 508 m sopra il livello del mare. Grazie alla incorporazione di Benzinger nel 1992, è la seconda città per superficie dello Stato, dietro a Philadelphia .Per questo è classificata tra le più grandi 96 città degli Stati Uniti .
La città confina con Jones Township a nord, Cameron County a est, Fox e Jay borgate a sud, e Township Ridgway a ovest.